# Rupēs di Mercurio
Segue una lista delle rupēs presenti sulla superficie di Mercurio. La nomenclatura di Mercurio è regolata dall'Unione Astronomica Internazionale; la lista contiene solo formazioni esogeologiche ufficialmente riconosciute da tale istituzione.
Le rupēs di Mercurio portano il nome di navi di spedizioni scientifiche ed esplorative.

## Prospetto
| Rupes              | Eponimo | Latitudine | Longitudine | Diametro  |
| ------------------ | --- | ---------- | ----------- | --------- |
| Acadia Rupes       | CSS Acadia - Nave canadese per la ricerca oceanografica. | 8,17° N    | 329° W      | 191 km    |
| Adventure Rupes    | HMS Adventure - Nave d'appoggio della seconda spedizione di James Cook nel Pacifico.                                                                                           | 65,48° S   | 65,3° W     | 340 km    |
| Aegaeo Rupes       | RV Aegaeo - Vascello greco per la ricerca geologica nel Mar Mediterraneo. | 9,19° S    | 15,28° W    | 222 km    |
| Akademik Rupes     | Akademik - Vascello bulgaro per la ricerca geologica nel Mar Nero. | 8,14° N    | 161,66° W   | 265 km    |
| Alpha Crucis Rupes | Alpha Crucis - Vascello brasiliano per la ricerca oceanografica. | 12,48° S   | 131,69° W   | 511,3 km  |
| Altair Rupes       | Altair - Vascello messicano per la ricerca oceanografica. | 70,48° S   | 186,49° W   | 895,58 km |
| Alvin Rupes        | DSV Alvin - Sommergibile statunitense per la ricerca oceanografica. | 8,29° N    | 208,6° W    | 188 km    |
| Antares Rupes      | Antares - Vascello messicano per la ricerca oceanografica. | 18,06° N   | 229,42° W   | 530 km    |
| Arquipelago Rupēs  | Arquipelago - Vascello portoghese per la ricerca costiera utilizzato alle Azzorre e Madera.                                                                                    | 7,36° N    | 229,31° W   | 500 km    |
| Astrea Rupes       | Astrea - Vascello italiano per la ricerca operativo nel Mar Mediterraneo. | 20,31° S   | 244,15° W   | 178 km    |
| Astrolabe Rupes    | Astrolabe - Nave con cui Jules Dumont d'Urville compì due spedizioni esplorative.                                                                                              | 42,52° S   | 70,8° W     | 251 km    |
| Baltica Rupes      | RV Baltica - Vascello polacco per la ricerca oceanografica che opera nel Mar Baltico.                                                                                          | 4,48° S    | 303,48° W   | 230 km    |
| Beagle Rupes       | HMS Beagle - Brigantino britannico a bordo del quale Charles Darwin servì come naturalista.                                                                                    | 3,45° S    | 259,26° W   | 630 km    |
| Belgica Rupes      | Belgica - Nave belga della spedizione belga in Antartide che per prima affrontò l'inverno nelle acque antartiche.                                                              | 50,48° S   | 296,26° W   | 425 km    |
| Blossom Rupes      | HMS Blossom - Nave inglese che tentò la ricerca del passaggio a nord-ovest nel 1825-1827.                                                                                      | 3,04° S    | 270,15° W   | 485,96 km |
| Calypso Rupes      | Calypso - Dragamine convertito a nave oceanografica usata da Jacques-Yves Cousteau.                                                                                            | 19,53° N   | 316,48° W   | 381 km    |
| Carnegie Rupes     | Carnegie - Brigantino statunitense costruito senza metalli per indagini sul campo magnetico.                                                                                   | 58,52° N   | 53,25° W    | 267 km    |
| Carrasco Rupēs     | Carrasco - Vascello peruviano per la ricerca oceanografica. | 9,66° S    | 218,97° W   | 249 km    |
| Challenger Rupes   | HMS Challenger - Brigantino britannico usato nella Spedizione Challenger. | 12,58° S   | 109,92° W   | 197 km    |
| Chikyu Rupes       | Chikyu - Nave perforatrice giapponese per lo studio geologico dei fondali oceanici.                                                                                            | 53,82° S   | 100,38° W   | 561 km    |
| Darshak Rupēs      | INS Darshak - Vascello indiano per la ricerca oceanografica che opera nell'Oceano Indiano.                                                                                     | 14,50° S   | 47,42° W    | 560 km    |
| Discovery Rupes    | HMS Discovery - Nave usata da James Cook nella sua terza e ultima spedizione nell'Oceano Pacifico.                                                                             | 54,7° S    | 37,24° W    | 412 km    |
| Duyfken Rupes      | Duyfken - Prima nave europea a raggiungere le coste dell'Australia. | 21,37° S   | 131,78° W   | 518 km    |
| Eltanin Rupes      | USNS Eltanin - Nave da carico con scafo rompighiaccio impiegata per ricerca oceanografiche nell'Antartide.                                                                     | 74,84° S   | 269,19° W   | 370 km    |
| Endeavour Rupes    | HMS Endeavour - Nave usata da James Cook nella sua prima spedizione nell'Oceano Pacifico.                                                                                      | 38,32° N   | 31,27° W    | 61 km     |
| Endurance Rupes    | Endurance - Veliero britannico utilizzato da Ernest Shackleton nella spedizione imperiale trans-antartica.                                                                     | 21,60° N   | 217,81° W   | 237 km    |
| Enterprise Rupes   | USS Enterprise - Corvetta a vapore usata per l'esplorazione del Mississippi, del Rio delle Amazzoni e del Madeira.                                                             | 36,54° S   | 283,46° W   | 822,39 km |
| Fram Rupes         | Fram - Nave norvegese usata per esplorazioni nell'artico e nell'antartico. | 57,68° S   | 93,2° W     | 156 km    |
| Gjöa Rupes         | Gjøa - Vascello norvegese, il primo al mondo a compiere il passaggio a nord-ovest.                                                                                             | 66,89° S   | 158,5° W    | 237,9 km  |
| Grifo Rupes        | Grifo - Vascello portoghese, usato da João de Castro nel viaggio verso l'India durante il quale misurò i valori della declinazione magnetica negli oceani Atlantico e Indiano. | 7,9° N     | 354,62° W   | 783 km    |
| Heemskerck Rupes   | Heemskerck - Una delle due navi usate nella spedizione di Abel Tasman alla scoperta dell'Oceania.                                                                              | 27,3° N    | 124,31° W   | 320 km    |
| Hero Rupes         | Hero - Sloop con cui Nathaniel Palmer giunse alle isole Orcadi Meridionali. | 58,72° S   | 171,7° W    | 456 km    |
| Hesperides Rupes   | BIO Hesperides - Vascello spagnolo per la ricerca biologica che opera nelle acque dell'Antartide.                                                                              | 2,98° S    | 189,55° W   | 374 km    |
| Investigator Rupes | Investigator - Nave australiana impiegata per studi oceanografici nel Pacifico e nell'Indiano.                                                                                 | 25,39° S   | 136,04° E   | 390 km    |
| Italica Rupes      | Italica - Nave cargo oceanografica Italiana usata in supporto alla missione antartiche e l'esplorazione dei fonadli del Mare di Ross tra il 1990 e il 2017.                    | 42,42° S   | 139,63° W   | 282 km    |
| Kainan Rupēs       | Kainan Maru - Nave della spedizione antartica giapponese. | 29,8° S    | 330,8° E    | 325 km    |
| La Dauphine Rupes  | La Dauphine - Vascello francese che al comando di Giovanni da Verrazzano esplorò la costa atlantica degli odierni Stati Uniti d'America.                                       | 66,3° N    | 26,62° W    | 252 km    |
| Lance Rupes        | Lance - Vascello norvegese per la ricerca biologica che opera nelle acque dell'Artide.                                                                                         | 4,23° S    | 182,60° W   | 167 km    |
| Legend Rupes       | Legend - Vascello taiwanese per ricerche oceanografiche utilizzato nelle zone dell'Oceano Pacifico vicine all'Asia.                                                            | 17,62° S   | 345,53° W   | 209 km    |
| Meteor Rupēs       | Meteor - Nave della spedizione atlantica tedesca. | 47,7° S    | 345,7° E    | 990 km    |
| Mirni Rupes        | Mirnyj - Una delle due navi della doppia circumnavigazione dell'Antartide compiuta da Fabian Gottlieb von Bellingshausen.                                                      | 38,54° S   | 39,01° W    | 258 km    |
| Nautilus Rupes     | EV Nautilus - Nave oceanografica concepita per esplorare i fondali fino ai 4.000 metri di profondità.                                                                          | 28,23° S   | 293,34° W   | 348 km    |
| Palmer Rupes       | Nathaniel B. Palmer - Rompighiaccio statunitense per la ricerca oceanografica nell'Antartide.                                                                                  | 26,34° S   | 106,61° W   | 274 km    |
| Paramour Rupes     | HMS Paramour - Vascello che sotto il comando di Edmond Halley compì missioni di studio su magnetismo, latitudine e altre questioni di orientamento nella navigazione.          | 0,08° S    | 212,54° W   | 616 km    |
| Pelagia Rupes      | RV Pelagia - Vascello olandese per la ricerca oceanografica che ha operato in tutti gli oceani.                                                                                | 15,33° N   | 218,59° W   | 220 km    |
| Pourquoi-Pas Rupes | Pourquoi Pas ? IV - La più famosa delle quattro navi usate da Jean-Baptiste Charcot nelle sue esplorazioni e con cui giunse nell'Antartico.                                    | 58,54° S   | 156,17° W   | 164,65 km |
| Protea Rupes       | Protea - Vascello sudafricano per la ricerca idrografica. | 9,36° S    | 203,01° W   | 147 km    |
| Providencia Rupes  | Providencia - Vascello colombiano per ricerche oceanografiche che opera nel Mar dei Caraibi e neel'Oceano Pacifico.                                                            | 1,94° N    | 233,57° W   | 310 km    |
| Resolution Rupes   | HMS Resolution - Nave usata da James Cook nella seconda e nella terza spedizione nell'Oceano Pacifico.                                                                         | 63,27° S   | 50,57° W    | 139 km    |
| Santa María Rupes  | Santa María - La nave ammiraglia usata da Cristoforo Colombo nella sua prima traversata dell'Oceano Atlantico.                                                                 | 5,79° N    | 19,89° W    | 227 km    |
| Selen Rupēs        | Selen - Vascello turco per ricerche geofisiche che opera nel Mar di Marmara.                                                                                                   | 8,11° S    | 178,92° W   | 246 km    |
| Soya Rupes         | Soya - Nave giapponese usata per esplorazioni nell'antartico. | 6,47° S    | 293,37° W   | 372 km    |
| Tangaroa Rupes     | Tangaroa - Vascello rompighiaccio neozelandese per ricerche ambientali. | 1,04° N    | 173,27° W   | 273 km    |
| Terror Rupes       | HMS Terror (1813) - Nave inglese usata per esplorazioni nell'artico e nell'antartico.                                                                                          | 72,06° S   | 275,69° W   | 229,62 km |
| Unity Rupes        | Unity - East Indiaman che portò Edmond Halley all'isola di Sant'Elena. | 27,06° N   | 275,12° W   | 350 km    |
| Vejas Rupes        | Vejas - Vascello lituano per lo studio del fitoplancton nel Mar Baltico. | 35,71° N   | 162,25° W   | 133 km    |
| Victoria Rupes     | Victoria - Caracca spagnola con cui Ferdinando Magellano e Juan Sebastián Elcano compirono la prima circumnavigazione del globo.                                               | 52,71° N   | 34,16° W    | 347 km    |
| Volasiga Rupes     | RFNS Volasiga - Nave delle Figi per la ricerca idrografica e lo studio delle correnti e maree nelle acque nazionali, operativa dal 2019.                                       | 36,22° S   | 146° W      | 830 km    |
| Vostok Rupes       | Vostok - Una delle due navi della doppia circumnavigazione dell'Antartide compiuta da Fabian Gottlieb von Bellingshausen.                                                      | 37,84° S   | 19,58° W    | 124 km    |
| Xuelong Rupes      | Xuelong - Vascello cinese che ha compiuto spedizioni nell'Artide e nell'Antartide.                                                                                             | 57,27° N   | 182,87° W   | 390 km    |
| Yelcho Rupes       | Yelcho - Nave militare cilena che contribuì al salvataggio della Spedizione Endurance.                                                                                         | 23,54° N   | 224,11° W   | 63 km     |
| Zapiola Rupes      | Zapiola - Nave argentina per esplorazioni oceanografiche. | 72,36° N   | 44,02° W    | 89 km     |
| Zarya Rupes        | Zarya Rupes - Scuna russa costruita senza metalli per indagini sul campo magnetico.                                                                                            | 42,85° S   | 20,62° W    | 128 km    |
| Zeehaen Rupes      | Zeehaen - Una delle due navi usate nella spedizione di Abel Tasman alla scoperta dell'Oceania.                                                                                 | 49,67° N   | 158,18° W   | 164 km    |

## Vista d'insieme
- - Nomenclatura in vigore